# Stjepan Gut-Keled
Stjepan iz roda Gut-Keled, sin Apajeva i Nikolina brata Draguna pratio je kralja Belu IV. prigodom povlačenja pred Mongolima (1241.), 1245. bio je dvorski sudac, a 1246. imenovan je palatinom. Potom je obnašao dužnost bana cijele Slavonije (1248. – 1259.), primorskog bana (1243. – 1249.) i kapetana Štajerske (1254. – 1258.). Stjepan je otac Nikole od Gacke Hrvatskog bana i kneza Gacke.
Stjepan od plemena Gutkeled, ban cijele Slavonije sjeverno od križevačke utvrde (castrum) organizira naselje doseljenika (današnji Gornji grad), a 24. travnja 1252. godine izdaje povelju, kojom proglašava Križevce "novim slobodnim gradom" (novarum et liberam villam in Crisio). Iz te povelje jasno se vidi da ban to čini na korist i čast kralja (pro utilitete et honore regis). Godinu dana kasnije, točnije 16. kolovoza 1253. godine, ovu povlasticu potvrdio je glasovitom Zlatnom bulom i sam kralj Bela IV.